# Apiosporina
Apiosporina — рід грибів родини Venturiaceae. Назва вперше опублікована 1910 року.

## Класифікація
До роду Apiosporina відносять 6 видів:
- Apiosporina collinsii
- Apiosporina corni
- Apiosporina coronata
- Apiosporina fallax
- Apiosporina harunganae
- Apiosporina morbosa